# Ів Тангі

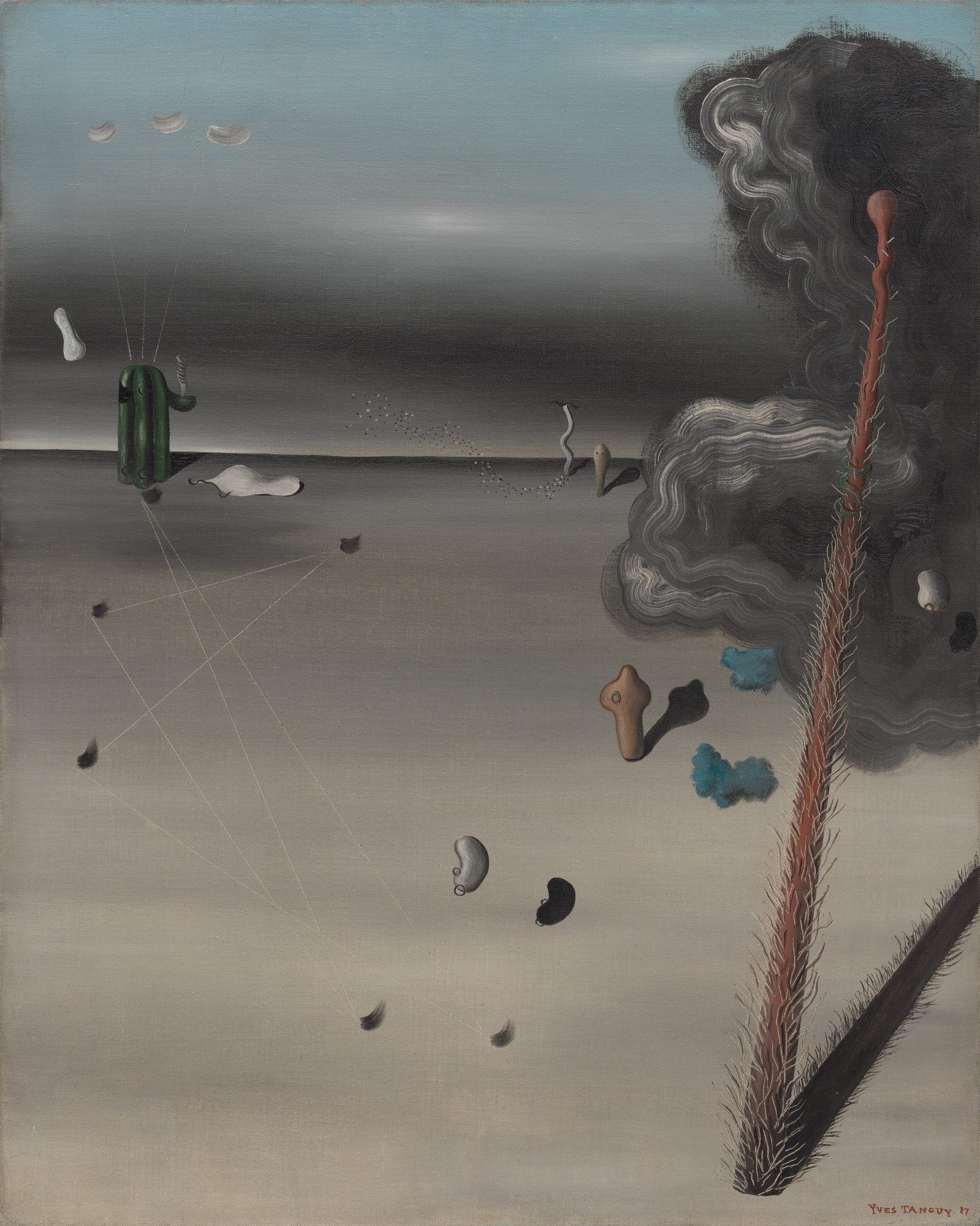
«Мамо, тато поранений» (1927) є однією з найбільш відомих картин Іва Тангі.
Згідно з думкою мистецтвознавця Джеймса Тралла Собі, мотивом її створення послужила історія психічної хвороби. «Незбагненний фалічний об'єкт праворуч можливо уособлює батька, що випускає сіру хмару подібно деяким пораненим морським створінням; мати представляється зеленою фігурою, і в центрі рухливе немовля — в образі квасолевого об'єкта». З 1936 року картина зберігається в нью-йоркському Музеї сучасного мистецтва.

Ів Тангі (фр. Yves Tanguy, 5 січня 1900, Париж — 15 січня 1955, Вудбері, Коннектикут) — французький художник-сюрреаліст.

## Біографія
Ів Тангі народився у 1900 році в Парижі. Його батько, відставний капітан військово-морського флоту, і мати походили з французької провінції Бретань. Після смерті батька в 1908 році, мати повернулася до рідного міста Локронан. Зрештою більшу частину своєї юності Тангі прожив з різними родичами.
У 1918 році він ненадовго вступив до торгового флоту, ходив у плавання на вантажному судні. Протягом військової служби в армії у 1920—1922 роках, познайомився з поетом Жаком Превером і служив в Тунісі. По поверненню до Парижа працював на різних випадкових роботах і робив замальовки в кафе. Одного разу він натрапив на картини Джорджо де Кіріко і був ними настільки глибоко вражений, що вирішив стати художником.
Незважаючи на відсутність професійної підготовки, Тангі почав малювати і незабаром досяг дивовижної технічної точності, зображуючи безкраї фантастичні простори. Зазвичай він був повністю занурений у роботу над однією картиною. Це можна пояснити тим, що майстерня художника була дуже маленькою і в ній вміщувалося лише одне полотно.
Завдяки своєму другу Жаку Преверу, у 1925 році Тангі приєднався до групи сюрреалістів, що сформувалась навколо Андре Бретона. Тангі швидко розвивав свій власний унікальний стиль живопису і його перша персональна виставка відкрилася в Парижі в 1927 році. Пізніше того ж року він вперше одружився. В цей період Андре Бретон дає Тангі замовлення на дванадцять картин, з яких Тангі закінчив тільки вісім.
У 1930-х роках Ів Тангі занурюється в богемне життя, повне задоволень, що призвело до краху його першого шлюбу. У 1938 році він знайомиться з роботами американської художниці та поетеси Кей Сейдж. Відразу після цього вони почали зустрічатися і пізніше одружилися. З початком Другої світової війни, Сейдж повернулась до рідного Нью-Йорку і Тангі, визнаний непридатним до військової служби, також рушив до США. 17 серпня 1940 року вони одружилися в Рино, штат Невада.
Під кінець війни Тангі і Сейдж переїхали до Вудбері, штат Коннектикут, де придбали стару ферму і перетворили її на художню майстерню. Тут вони провели решту свого життя. У 1948 році Тангі став громадянином Сполучених Штатів.
Ів Танг помер у січні 1955 року в Вудбері. Його тіло було кремовано, а прах зберігався до самої смерті Сейдж в 1963 році. Друг сім'ї П'єр Матісс відвіз їх попіл до Бретані і розвіяв його на узбережжі в Дуарнене.